# بولگوانگ-دونگ
بولگوانگ-دونگ (به لاتین: Bulgwang-dong) یک منطقهٔ مسکونی در کره جنوبی است که در Eunpyeong District واقع شده‌است.